# For The Gambia Our Homeland
"For the Gambia our homeland" (tiếng Việt: Vì Gambia, quê hương của chúng ta) là quốc ca của Cộng hoà Gambia. Bài hát được sáng tác dựa trên một điệu nhạc Manding, với lời gốc tiếng Mandinka được sáng tác bởi nghệ nhân đàn kora Jali Nyama Suso. Sau đó, một cặp vợ chồng tên Jeremy và Virginia Howe đã lần lượt sáng tác nhạc và lời tiếng Anh. Bài hát được chọn làm quốc ca năm 1965. Khi biểu diễn cho công chúng, bài hát được trình bày bằng tiếng Anh. Thông thường, người ta cũng sử dụng lời này. Lời tiếng Mandinka ít khi được hát.

## Lời
| Lời tiếng Anh | Lời tiếng Wolof |
| --- | --- |
| For The Gambia, our homeland We strive and work and pray, That all may live in unity, Freedom and peace each day. Let justice guide our actions Towards the common good, And join our diverse peoples To prove man's brotherhood. We pledge our firm allegiance, Our promise we renew; Keep us, great God of nations, To The Gambia ever true. | Gambia mede sunyu rewe. Nyu nge jaim di liggaye de nyan Ndakh nyun nyep nyu bolloh nek a bena Am sunyu affier ak jama base bu neka. Na degga sama sunyu jefye Nyeal jef yu bakh ye ngu digalleh Tay bolleh sunyu girr ye Ndakh wonneh ni dom adama wara nekeh bena. Nyunge tailleh Sunyu degga deggi nangu Tei essal sunyu diggeh Yalla mu maggame omba askanwe Sahal nyu chi Gambia beh fau. |

### Dịch sang tiếng Việt
Vì Gambia, quê hương của chúng ta
Chúng ta chiến đấu, lao động và cầu nguyện,
Để tất cả mọi người đều được sống trong sự thống nhất,
Tự do và hoà bình mỗi ngày.

Hãy để công lý dẫn dắt hành động của chúng ta
Tiến tới những lợi ích chung,
Và hãy kết liên mỗi con người khác nhau lại
Để chứng minh tình anh em gắn kết.

Chúng ta thề sẽ mãi mãi trung thành,
Với lời hứa đã được đặt lại;
Xin hãy bảo vệ chúng con, hỡi Thiên Chúa của các quốc gia,
Để sự thật nơi Gambia mãi trường tồn.